# Takikawa
Takikawa (滝川市?, Takikawa-shi) è una città che ricade sotto la giurisdizione della sottoprefettura di Sorachi. È situata nella zona centro-occidentale della prefettura di Hokkaidō, in Giappone.